# ETECSA
A Empresa de Telecomunicaciones de Cuba S.A., também referida como ETECSA, é uma empresa governamental que opera todos os serviços de telecomunicações da ilha de Cuba. A Telecom Italia é dona de 27% dela e o restante é do Ministério de Informação e Comunicação. Os serviços proporcionados pela ETECSA incluem telefonia, internet e serviço wireless. A companhia disponibiliza seus serviços para a população de Cuba, e para os milhões de turistas que vem passar suas férias na República Cubana.
Em 25 de Setembro de 2006, foi anunciado que o presidente, Jose Antonio Fernandez, e o vice-ministro da Informação, Nelson Ferrer, tinham sido despedidos pelo novo ministro Ramiro Valdés pela incapacidade de controlar a empresa.

## Sistemas de telefonia móvel
O primeiro sistema de telefonia móvel de Cuba foi o Cubacel, usando D-AMPS. A companhia era uma join venture com a Sherritt International.
Depois, o segundo sistema, C-com, foi instalado usando-se o GSM.
Em 2005, o governo cubano comprou a Sherritt e fundiu o Cubacel e C-com em uma divisão da Etecsa. Os dois nomes continuam como marcas.